# Tetilla (geslacht)
Tetilla is een geslacht van sponsdieren uit de klasse van de Demospongiae (gewone sponzen). 

## Soorten
- Tetilla africana Lévi, 1959
- Tetilla anamonaena (Tanita, 1968)
- Tetilla australis Bergquist, 1968
- Tetilla barodensis Dendy, 1916
- Tetilla bonaventura Kirkpatrick, 1902
- Tetilla capillosa Lévi, 1967
- Tetilla casula (Carter, 1871)
- Tetilla ciliata Wilson, 1925
- Tetilla coronida Sollas, 1888
- Tetilla dactyloidea (Carter, 1869)
- Tetilla diaenophora Lévi, 1958
- Tetilla disigmata Lévi, 1964
- Tetilla ellipsoida (Hoshino, 1982)
- Tetilla enoi Brøndsted, 1934
- Tetilla euplocamos Schmidt, 1868
- Tetilla falcipara Lévi, 1993
- Tetilla furcifer Dendy, 1922
- Tetilla geniculata Marenzeller, 1886
- Tetilla ginzan Tanita, 1965
- Tetilla gladius (Lendenfeld, 1907)
- Tetilla globosa (Carter, 1886)
- Tetilla globosa (Baer, 1906)
- Tetilla hebes (Lendenfeld, 1907)
- Tetilla hwasunensis Shim & Sim, 2011
- Tetilla japonica Lampe, 1886
- Tetilla koreana Rho & Sim, 1981
- Tetilla laminaris George & Wilson, 1919
- Tetilla leptoderma Sollas, 1886
- Tetilla limicola Dendy, 1905
- Tetilla microxea Bergquist, 1965
- Tetilla muricyi Fernandez, Peixinho, Pinheiro & Menegola, 2011
- Tetilla mutabilis de Laubenfels, 1930
- Tetilla nimia (Topsent, 1927)
- Tetilla pedifera Sollas, 1886
- Tetilla pedonculata Lévi, 1967
- Tetilla pentatriaena Fernandez, Peixinho, Pinheiro & Menegola, 2011
- Tetilla pilula Dendy, 1916
- Tetilla poculifera Dendy, 1905
- Tetilla praecipua Wiedenmayer, 1989
- Tetilla radiata Selenka, 1879
- Tetilla raphidiophora (Lendenfeld, 1888)
- Tetilla repens (Sarà, 1958)
- Tetilla ridleyi Sollas, 1888
- Tetilla rodriguesi Fernandez, Peixinho, Pinheiro & Menegola, 2011
- Tetilla sandalina Sollas, 1886
- Tetilla sansibarica (Lendenfeld, 1907)
- Tetilla schulzei Kieschnick, 1898
- Tetilla sibirica (Fristedt, 1887)
- Tetilla sigmophora (Schmidt, 1870)
- Tetilla simplex (Sollas, 1886)
- Tetilla spinosa Wilson, 1925
- Tetilla truncata Topsent, 1890